# Штайнер, Франц
Франц Штайнер (нем. Franz Steiner; 21 июля [2 августа] 1892; Грефенхайнихен, земля Саксония-Анхальт, Германская империя — 12 октября 1967; Висбаден, земля Гессен, ФРГ) — немецкий типограф-издатель, основатель издательства «Franz Steiner Verlag». Член Немецкого восточного общества.

## Биография
Ф. Штайнер родился 2 августа 1892 года в Грефенхайнихене (земля Саксония-Анхальт, Германия) в семье книгопечатников. Во время Первой мировой войны был на военной службе, а после вместе со своим отцом руководил одной из типографий близ Лейпцига. После смерти отца сам возглавил её, а в 1927 году открыл вторую типографию, в которой специализировался на древних и редких иностранных языках, работах востоковедов и издании школьных учебников.
Во время Второй мировой войны Ф. Штайнер числился офицером запаса. После её окончания в 1945 году американская военная администрация организовала ему переезд из Лейпцига, находившегося в советской зоне оккупации, в Американскую зону оккупации, — сначала в Штутгарт, а затем в Висбаден. Там Ф. Штайнер в 1946 году открыл академическую типографию «Висбаденские графические произведения» (нем. Wiesbadener Graphischen Betriebe), а в мае 1949 основал научное издательство «Franz Steiner Verlag».
В том же 1949 году Ф. Штайнер был принят в Немецкое восточное общество казначеем. Значительно способствовал созданию этим Обществом Института Востока в Бейруте.
Умер после непродолжительной болезни 12 октября 1967 года в Висбадене (земля Гессен, ФРГ).